# Ал-Файсали СК
А́л-Файсали на арабски: نادي الفيصلي الرياضي е футболен клуб от Йордания, базиран в Аман. Създаден през 1932 г., клубът играе домакинските си мачове на стадион „Принц Мухамад“ в Аман с капацитет от 17 000 зрители.
Ал Файсали имат 84 официални титли: 35 Шампиони, 21 Купа на Йордания, 17 Суперкупи, 9 Купа на федерацията на Йордания и 2 Купи на АФК.

## История
Ал Файсали печели 13 поредни титли на Йордания в периода 1959-1974 години. Клубът е сформиран през 1932 година към скаутското движение в Йордания, а през 1937 започва да развива футбол. Първото официално първенство на страната се организира през 1944 г. и преминава под патронажа на принц Абдулах I, като в него Ал Файсали става първия шампион.

## Успехи
- Про лига:
  -  Шампион (35, рекорд): 1944, 1945, 1959, 1960, 1961, 1962, 1963, 1964, 1965, 1966, 1970, 1971, 1972, 1973, 1974, 1976, 1977, 1983, 1985, 1986, 1989, 1990, 1992, 1993, 1998, 1999, 2000, 2001, 2002-2003, 2003-2004, 2009-2010, 2011-2012, 2017-2018, 2018-2019, 2022
  -  Второ място (7): 1991-1992, 1997, 1998, 2003-2004, 2005-2006, 2006-2007, 2007-2008
  -  Бронзов медал (3): 1995-1996, 2004-2005, 2008-2009
- Купа на Йордания
  -  Носител (21, рекорд): 1980, 1981, 1983, 1988, 1989, 1992, 1993, 1994, 1995, 1998, 1999, 2001, 2002-2003, 2003-2004, 2004-2005, 2007-2008, 2011-2012, 2014-2015, 2016-2017, 2018-2019, 2021
  -  Финалист (5): 1985, 1988-1989, 2000, 2005-2006, 2006-2007
- Суперкупа на Йордания
  -  Носител (17, рекорд): 1981, 1982, 1984, 1986, 1987, 1991, 1993, 1994, 1995, 1996, 2002, 2004, 2006, 2012, 2015, 2017, 2020
  -  Финалист (10): 1989, 1990, 2000, 2001, 2003, 2005, 2008, 2010, 2022, 2023
- Купа федерацията на Йордания
  -  Носител (9): 1987, 1991, 1992, 1997, 2000, 2009, 2011, 2022, 2023
  -  Финалист (2): 1985, 1988-1989, 2000, 2005-2006, 2006-2007
- Купа на АФК
  -  Носител (2): 2005, 2006
  -  Финалист (1): 2007
- Арабска Шампионска лига
  -  Финалист (2): 2006-2007, 2017
- Арабска Купа на носителите на купуи
  -  Финалист (1): 1996
- Арабска Суперкупа
  -  Финалист (1): 2013–14

## Известни футболисти
- Мохамад Авад
- Мустафа Маджид Адуан
- Джавдат Абдел Мунем
- Мустафа ал-Одван
- Надер Сарур